# Acleisanthes
Acleisanthes – rodzaj roślin z rodziny nocnicowatych (Nyctaginaceae). Obejmuje 17 gatunków występujących w południowo-zachodniej części Ameryki Północnej oraz w północno-wschodniej Afryce.

## Morfologia
Byliny o owłosionych pędach i grubych korzeniach palowych. Łodygi płożą się lub wspinają po innych roślinach, ale też bywają tęgie i prosto rosnące. Liście siedzące lub ogonkowe, sukulentowate. Wyrastają naprzeciwlegle, ale często liście w parach są nierówne, a ich nasady asymetryczne. Kwiaty obupłciowe, pojedyncze lub zebrane po kilka lub wiele w kwiatostany wierzchotkowe.

## Systematyka
Pozycja według APweb (aktualizowany system APG IV z 2016)
Przedstawiciel rodziny nocnicowatych (Nyctaginaceae) należącej do rzędu goździkowców (Caryophyllales) reprezentującego dwuliścienne właściwe.
Wykaz gatunków
- Acleisanthes acutifolia Standl.
- Acleisanthes angustifolia (Torr.) R.A.Levin
- Acleisanthes anisophylla A.Gray
- Acleisanthes chenopodioides (A.Gray) R.A.Levin
- Acleisanthes crassifolia A.Gray
- Acleisanthes diffusa (A.Gray) R.A.Levin
- Acleisanthes lanceolata (Wooton) R.A.Levin
- Acleisanthes longiflora A.Gray
- Acleisanthes nana I.M.Johnst.
- Acleisanthes nevadensis (Standl.) B.L.Turner
- Acleisanthes obtusa (Choisy) Standl.
- Acleisanthes palmeri (Hemsl.) R.A.Levin
- Acleisanthes parvifolia (Torr.) R.A.Levin
- Acleisanthes purpusiana (Heimerl) R.A.Levin
- Acleisanthes somalensis (Chiov.) R.A.Levin
- Acleisanthes undulata (B.A.Fowler & B.L.Turner) R.A.Levin
- Acleisanthes wrightii (A.Gray) Benth. & Hook.f. ex Hemsl.